# The Address Residence Sky View
The Address Residence Sky View  est un ensemble de gratte-ciel en construction à Dubaï aux Émirats arabes unis. Elles s'élèveront à 261 et 237 mètres.
Elles abriteront des résidences ainsi qu'un hôtel pour la plus petite. Leur achèvement est prévu pour 2018. 